# Jörgen Schäfer
Jörgen Schäfer (* 1967) ist ein deutscher germanistischer und Allgemeiner Literaturwissenschaftler. Er lehrt und forscht an der Universität Siegen.

## Vita
Jörgen Schäfer studierte von 1987 bis 1992 Allgemeine Literaturwissenschaft, Geschichte und Politikwissenschaft an den Universitäten Siegen und Liverpool. Von 1995 bis 1997 erhielt er ein DFG-Stipendium für sein Promotionsstudium im Siegener Graduiertenkolleg „Intermedialität“, wo er 1997 promoviert wurde. Anschließend war er einige Jahre DAAD-Lektor/Lecturer in German Studies an der Cardiff University (Wales). 2002 bis 2014 war er Wissenschaftlicher Mitarbeiter in DFG-Forschungsprojekten. Seit 2015 ist er fest angestellter Wissenschaftlicher Mitarbeiter am Germanistischen Seminar der Universität Siegen; seit 2023 Wissenschaftlicher Koordinator des dortigen SFBs 1472 „Transformationen des Populären“.

## Forschung
Nach ersten Publikationen zur Geschichte und Literatur des Dadaismus hat Jörgen Schäfer mit seiner Dissertationsschrift Pop-Literatur: Rolf Dieter Brinkmann und das Verhältnis zur Populärkultur in der Literatur der sechziger Jahre von 1998 die deutschsprachige „Popliteratur“-Forschung initiiert – bald folgten einschlägige Arbeiten von Thomas Ernst (2001), Johannes Ullmaier (2001), Moritz Baßler (2002) u. a. sowie der Text + Kritik-Sonderband „Pop-Literatur“ (2003), den Schäfer gemeinsam mit Heinz Ludwig Arnold herausgab.
Einen weiteren Forschungsschwerpunkt bildet die Elektronische Literatur bzw. „Netzliteratur“, über die Jörgen Schäfer von 2002 bis 2010, insbesondere zusammen mit Peter Gendolla, gearbeitet hat. Beide gehören zu den Gründern des globalen „Consortium on Electronic Literature“ (CELL). – Außerdem hat er, anknüpfend an seine Untersuchungen zur Popliteratur, am Forschungsprojekt Die Adlon-Tapes: Zur Textgenese von ‚Tristesse Royale‘ mitgewirkt.
Nachdem er bereits in seiner Dissertation auf die Bedeutung der „New Sensibility“ für das Literaturprogramm deutschsprachiger Autoren wie R. D. Brinkmann hingewiesen hatte, hat er diese Perspektive seit 2020 wieder aufgenommen. Er vertritt die These, dass die Popliteratur der 1960er und 1970er Jahre als transatlantisches Rezeptionsphänomen zu rekonstruieren ist. Das Stichwort „New Sensibility“ (Susan Sontag 1965, Tom Wolfe 1966, Herbert Marcuse 1969) greifen junge deutschsprachige Autoren wie Rolf Dieter Brinkmann und Ralf-Rainer Rygulla, Peter O. Chotjewitz, Hubert Fichte, der frühe Peter Handke, Elfriede Jelinek u. a. auf, um eine Literatur voranzubringen, die sich unter der Flagge „Neue Sensibilität“ provokativ auf Signifikanten der populären und Popkultur bezieht.

## Publikationen (Auswahl)
- Dada total. Manifeste, Aktionen, Texte, Bilder. Hrsg. mit Karl Riha. Reclam, Stuttgart 1994, ISBN 978-3-15-059302-8.
- Pop-Literatur. Rolf Dieter Brinkmann und das Verhältnis zur Populärkultur in der Literatur der sechziger Jahre. M & P, Stuttgart 1998, ISBN 978-3-476-45193-4.
- The Aesthetics of Net Literature. Writing, Reading and Playing in Programmable Media. Hrsg. mit Peter Gendolla. Transcript, Bielefeld 2007, ISBN 978-3-89942-493-5.
- Beyond the Screen. Transformations of Literary Structures, Interfaces and Genres. Hrsg. mit Peter Gendolla. Transcript, Bielefeld 2010, ISBN 978-3-8376-1258-5.
- Reading Moving Letters. Digital Literature in Research and Teaching. Hrsg. mit Roberto Simanowski, Peter Gendolla. Transcript, Bielefeld 2010, ISBN 978-3-8376-1130-4.
- Handbuch Medien der Literatur. Hrsg. mit Natalie Binczek, Till Dembeck. De Gruyter, Berlin, New York 2013, ISBN 978-3-11-029562-7.
- Neue Sensibilität: Vorschläge zu einem Kanon. Hrsg. mit Georg Stanitzek. Edition text + kritik, München 2024, ISBN 978-3-96707-931-9.